# Laphria partitor
Laphria partitor är en tvåvingeart som först beskrevs av Banks 1917.  Laphria partitor ingår i släktet Laphria och familjen rovflugor. Inga underarter finns listade i Catalogue of Life.